# John Galvin
John Galvin, conocido en la historiografía mexicana con el nombre hispanizado de Juan Galván, fue un marino irlandés nacido en el Reino Unido que estuvo al servicio de la marina en los Estados Unidos, de la insurgencia mexicana y de la armada de México.

## Biografía
John Galvin se unió en 1813 a la causa patriota del cura guerrillero José María Morelos, adquiriendo el grado de teniente coronel, a la espera de formar una fuerza marítima para comandar. En sus años de insurgente y corsario estuvo al mando de El Patriota, una goleta con patente de corso mexicana que había sido armada en Nueva Orleans y empleaba como refugio el puerto de Galveston. Contaba con un cañón de 18 libras y otros dos de potencia más reducida, y surcaba el golfo de México dedicándose al contrabando de material de guerra y al corso. En 1815, el Congreso mexicano decretó la entrega de patentes de corso y la creación de los emblemas que serían enarbolados por los barcos insurgentes.
En Tehuacán, John Galvin obtuvo, en junio de 1816, seis mil pesos, y con este efectivo zarpó desde el puerto corsario de Boquilla de Piedras, Veracruz, hacia costas neutrales para comprar armas y municiones, y transportar el cargamento hasta el puerto insurgente de Coatzacoalcos en apoyo de la insurgencia mexicana, para entregarla al caudillo guerrillero Manuel Mier y Terán. En esta costa se mantuvo esperando la llegada de Terán cerca de tres meses y tras conocerse la toma del puerto de Boquilla de Piedras por el ejército realista, partió nuevamente rumbo a Galveston, donde entregó una parte del armamento al aventurero Francisco Xavier Mina. En este crucero tiene lugar una de las primeras acciones en los que se enarbola el pabellón mexicano, cuando El Patriota captura la embarcación española La Numantina, una goleta mercante armada por el comercio de Veracruz. El Patriota se pierde en la barra de Galveston, dirigiéndose por último Galvin con su presa al puerto neutral de Nueva Orleans.
Residente en Estados Unidos entre 1813-1816, tras la independencia novohispana Galvin se trasladó a México, donde se incorporó a la marina mexicana.

## Citas
1. ↑  «Si bien es cierto que al iniciar el levantamiento armado de 1810, Hidalgo utilizó la imagen de la Virgen de Guadalupe como estandarte para dar cohesión y representatividad al movimiento, es a su sucesor Morelos a quien se le debe la creación de un primer emblema insurgente, diseñándose las banderas de Guerra, Parlamentaria y de Comercio. En la misma sesión del 3 julio de 1815, el Congreso Constituyente decretó también la creación de dichos emblemas, que fueron enarbolados por los barcos insurgentes».[4]
2. ↑  «Galvan, según había convenido con Terán, se presentó en Coatzacoalcos en la goleta Patriota, corsario, o mejor dicho pirata con bandera mejicana armado en Nueva Orleans, que había apresado en su viaje a la goleta mercante española Numantina; instruido de la retirada de Terán, y perseguido por un buque español, se fué Gálvan á Galvezton».[2]